# Metopina grootaerti
Metopina grootaerti är en tvåvingeart som beskrevs av Ronald Henry Lambert Disney 2003. Metopina grootaerti ingår i släktet Metopina och familjen puckelflugor. Inga underarter finns listade i Catalogue of Life.